# Cardiomya striata
Cardiomya striata är en musselart som först beskrevs av John Gwyn Jeffreys 1876.  Cardiomya striata ingår i släktet Cardiomya och familjen Cuspidariidae. Inga underarter finns listade i Catalogue of Life.